# Saint Dominic's Preview (canción)
"Saint Dominic's Preview" es una canción del músico norirlandés Van Morrison publicada en el álbum de 1972 Saint Dominic's Preview.
La canción contiene lo que algunos han denominado su letra más dylanesca. En este sentido, las palabras forman imágenes pero no una historia completa, con una mezcla variada de temas tales como la limpieza de ventanas, el alma de Édith Piaf, Yeats y Hank Williams. Haciendo hincapié en el conflicto de Irlanda del Norte del momento, la canción incluye referencias a "banderas y emblemas" y a gente "determinada a no sentir el pánico de otros".
Una referencia a su vida personal y al éxito laboral de la época se puede observar en los versos:
| "All the restaurant tables are completely covered, And the record company has paid out for the wine, You got ev'rything in the world you ever wanted, And right about now your face should wear a smile". | "Todas las mesas de los restaurantes están cubiertas, y la compañía de discos ha pagado por el vino, Tienes todo lo que una vez quisiste tener, Y ahora tu cara debería llevar una sonrisa". |

Gary Mallaber (del álbum Moondance) toca la batería en la canción, mientras que su por entonces esposa, Janet Planet, figura como corista.

## Van Morrison sobre "Saint Dominic's Preview"
Morrison declaró que la canción surgió como un monólogo interior y que posteriormente cogió un periódico y leyó un anuncio de una misa en la iglesia de St. Dominic en San Francisco por la paz en Belfast. Tal y como relató a John Grissim:

"Estuve trabajando en esta canción sobre la escena de Belfast. Y no estaba seguro de lo que estaba escribiendo, pero la imagen central parecía ser esta iglesia llamada St. Dominic's donde la gente esperaba para rezar u oir una misa por la paz en Irlanda del Norte. Unas semanas después estaba tocando en Reno, Nevada. Cogí un periódico, y enfrente de mi había un anuncio de una misa por la paz en Belfast para el siguiente día en la iglesia de St. Dominic en San Francisco. Eso me chocó. Como si nunca hubiera escuchado el nombre de St. Dominic".

## En otros álbumes
- "Saint Dominic's Preview" fue una de las canciones grabadas e incluidas en el álbum en directo de 1974 It's Too Late to Stop Now.
- "Saint Dominic's Preview" fue remasterizado y publicado en el álbum recopilatorio de 2007 Still on Top - The Greatest Hits.
- Es, además, una de las canciones interpretadas en 1979 e incluidas en el primer video de Morrison, Van Morrison in Ireland, publicado en 1981.

## Personal
- Van Morrison: guitarra y voz
- Jules Broussard: saxofón tenor
- Bill Church: bajo
- Gary Mallaber: batería
- John McFee: steel guitar
- Doug Messenger: guitarra
- Pat O'Hara: trombón
- Janet Planet: coros
- Tom Salisbury: piano y órgano
- Ellen Schroer: coros
- Jack Schroer: saxofón alto y barítono
- Mark Springer: coros